# Traugott Bartelmus
Traugott Bartelmus (25. prosince 1735 v Bílsku – 15. září 1809 v Těšíně) byl luterským duchovním a církevním hodnostářem.

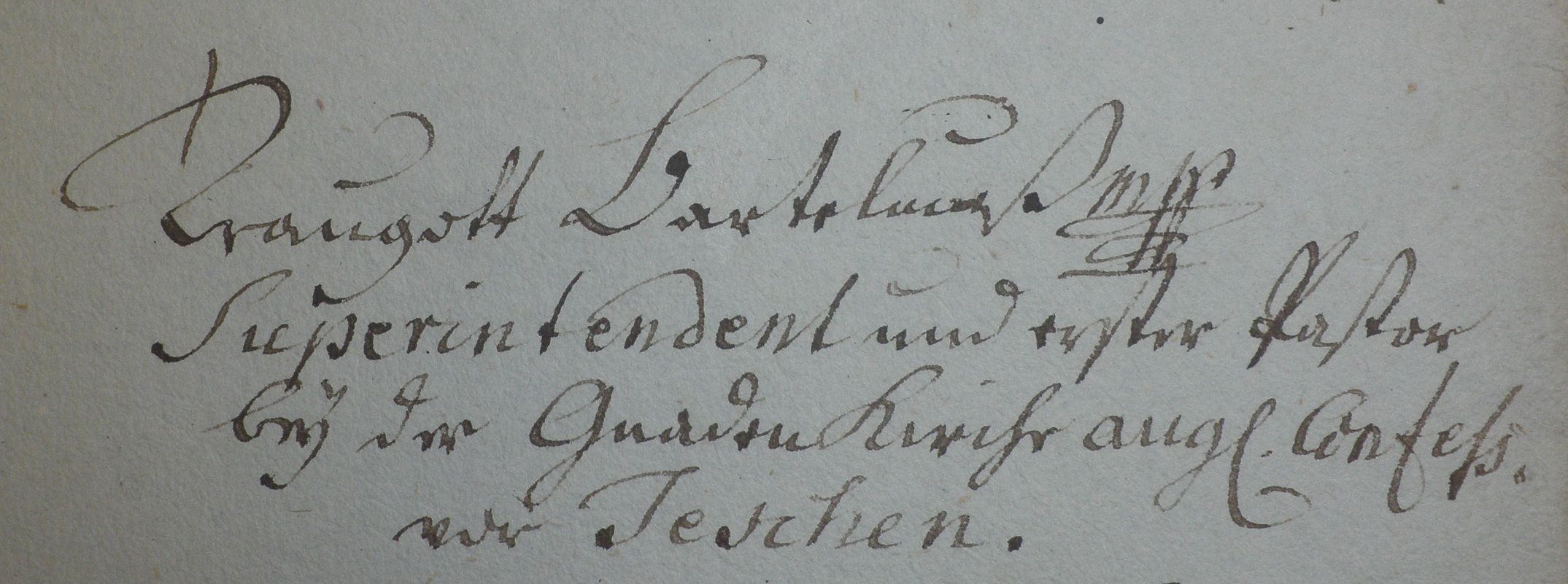
Bartelmův podpis na listině z roku 1807

Po studiích byl 3. srpna 1760 ordinován a stal se pastorem v Ježíšově kostele v Těšíně. Roku 1778 se stal školním inspektorem Ježíšovy školy v Těšíně; pro školu vydal roku 1800 instrukci. Roku 1784 se stal duchovním radou těšínské evangelické konzistoře; úřad konzistorního rady přestal vykonávat po přeložení konzistoře do Vídně (1785). Roku 1784 byl jmenován prvním superintendentem Moravsko-slezsko-haličské superintendence augsburského vyznání.
Kázal v němčině a v polštině, v těchto dvou jazycích byl i literárně činný. Zajímal se i o češtinu, avšak neovládl ji natolik, aby v ní kázal.